# Porta Viminalis
Die Porta Viminalis war ein antikes Stadttor der Servianischen Mauer in Rom. Sie befand sich im nordöstlichen Abschnitt der Stadtmauer in der Mitte des stark befestigten Teils, der als agger bekannt war. Sie war nach dem Hügel Viminal benannt, auf dem sie stand. Innerhalb der Stadt führte der vicus Patricius zur Porta Viminalis. Der Name der Straße, die von diesem Tor ins Umland führte und für die beim Bau der Aurelianischen Mauer ein Tor südlich des Prätorianerlagers eingerichtet wurde, ist nicht bekannt. Es könnte sich dabei um einen Zweig der Via Tiburtina gehandelt haben.
Reste der Porta Viminalis sind auf der heutigen Piazza dei Cinquecento an der Stazione Termini erhalten.